# Charlie Colombo
Charlie Colombo   (Saint Louis, 20 de juliol de 1920 - Saint Louis, 7 de maig de 1986) fou un futbolista estatunidenc de la dècada de 1940.
Fou 11 cops internacional amb la selecció dels Estats Units, amb la qual participà en el Mundial de 1950. Pel que fa a clubs, fou jugador de St. Louis Simpkins-Ford.